# Адушкин, Иван Прокофьевич
Ива́н Проко́фьевич А́душкин (10 [23] июня 1916 — 8 января 1975) — участник Великой Отечественной войны, командир танковой роты 64-й отдельной гвардейской танковой бригады (1-й танковой армии, 1-го Украинского фронта), гвардии капитан, Герой Советского Союза.

## Биография
Родился 23 июня 1916 года в селе Симкино Бузаевской волости Ардатовского уезда Симбирской губернии (ныне Большеберезниковского района Республики Мордовия) в семье крестьянина. Мордвин. Окончил 7 классов. Работал пастухом, лесорубом, механизатором, бригадиром транспортной бригады в колхозе «Красная сосна» Большеберезниковекого района. 
В РККА с 1937 года. В 1938 году окончил полковую школу. Участвовал в советско-финской войне, в должности водителя на танке БТ-7. Был тяжело ранен. Член ВКП(б) с 1940 года.
В Великой Отечественной войне с 1941 года. В 1943 году окончил автобронетанковые курсы усовершенствования офицерского состава. Воевал под Сталинградом и Кировоградом. Под Сталинградом сбил самолёт из танковой пушки.
Особо отличился в наступательных боях в Западной Буковине с 21 по 30 марта 1944 года. Из наградного листа о боях за город Черновицы:

…Первым под огнём противника форсировал Прут, ворвался на окраину города, принял бой, разгромил несколько вражеских эшелонов. Рота Адушкина за три дня упорных боев уничтожила 21 танк, среди них — одиннадцать «тигров» и самоходку, 104 автомашины, два бронетранспортера, три пушки, шесть пулеметов, четыре эшелона с танками, боеприпасами, 315 фашистов, освободила 162 пленных. Лично коммунист Адушкин уничтожил пять танков (среди них «тигр»), самоходку, бронетранспортер, 17 автомашин с фашистами.

Звание Героя Советского Союза с вручением ордена Ленина и медали «Золотая Звезда» (№ 2411) гвардии старшему лейтенанту Ивану Прокофьевичу Адушкину присвоено 26 апреля 1944 года.
В конце войны И. П. Адушкин был ранен. С 1945 года в запасе, жил и работал в Тернополе. Умер 8 января 1975 года. Похоронен на Микулинецком кладбище в Тернополе.

## Награды
- Медаль «Золотая Звезда» № 2411 Героя Советского Союза (26 апреля 1944)
- Два ордена Ленина (22 апреля 1942, 26 апреля 1944)
- Два ордена Октябрьской Революции
- Орден Красной Звезды
- Орден «Знак Почёта»
- Медали

## Семья
Отец — Прокофий Адушкин, бывший батрак, воевал в гражданскую войну за советскую власть, погиб. Брат Илья, сёстры Домна и Мария. Жена — Васса Ивановна.

## Память
Почётный гражданин городов Черновцы и Сливен (Болгария).